# Дёма (Фёдоровский район)
Дёма (баш. Дим)  — упраздненный в 1986 году хутор Теняевского сельсовета  Фёдоровского района Башкирской АССР.
Проживало 122 человека (на 1 января 1969 года), преимущественно чуваши.

## История
На 1 января 1969 года, 1 июля 1972 года, 1 сентября 1981 года хутор  Дёма входил в Теняевский сельсовет.
Исключён из учетных данных Указом Президиума ВС Башкирской АССР от 12.12.1986 N 6-2/396 «Об исключении из учетных данных некоторых населенных пунктов»).

## Географическое положение
Расстояние до:
- районного центра (Фёдоровка): 11 км,
- центра сельсовета (Теняево): 5 км,
- ближайшей ж/д станции (Мелеуз): 71 км.